# Prunus lusitanica subsp. azorica
Prunus lusitanica subsp. azorica é uma subespécie de planta com flor pertencente à família Rosaceae. 
A autoridade científica da subespécie é (Mouill.) Franco, tendo sido publicada em Bol. Soc. Portug. Ci. Nat. 25: 82. 1965.

## Portugal
Trata-se de uma subespécie presente no território português, nomeadamente no Arquipélago dos Açores.
Em termos de naturalidade é endémica da região atrás referida.

## Protecção
Encontra-se protegida por legislação portuguesa ou da Comunidade Europeia, nomeadamente pelo Anexo II e IV da Directiva Habitats e pelo Anexo I da Convenção sobre a Vida Selvagem e os Habitats Naturais na Europa.